# Pantherophis spiloides
Pantherophis spiloides  (лат.) — вид змей из семейства ужеобразных, обитающий в Северной Америке.

## Описание
Общая длина достигает 180 см. По строению головы и туловища похожа на Pantherophis obsoletus, даже некоторое время считался его подвидом. Голова плоская, туловище стройное, крепкое. Молодые и взрослые полозы имеют серый окрас с различными оттенками. На спине присутствуют чёрные пятна. По мере взросления становятся чёрными.

## Образ жизни
Населяет леса, кустарники. Питается грызунами и мелкими млекопитающими. Душит свою добычу.

## Размножение
Это яйцекладущая змея. Самка откладывает до 20 яиц.

## Распространение
Обитает в провинции Онтарио (Канада), в штатах Мичиган, Иллинойс, Индиана, Пенсильвания, Мэриленд, Висконсин, Нью-Йорк, Луизиана (США).

## Галерея

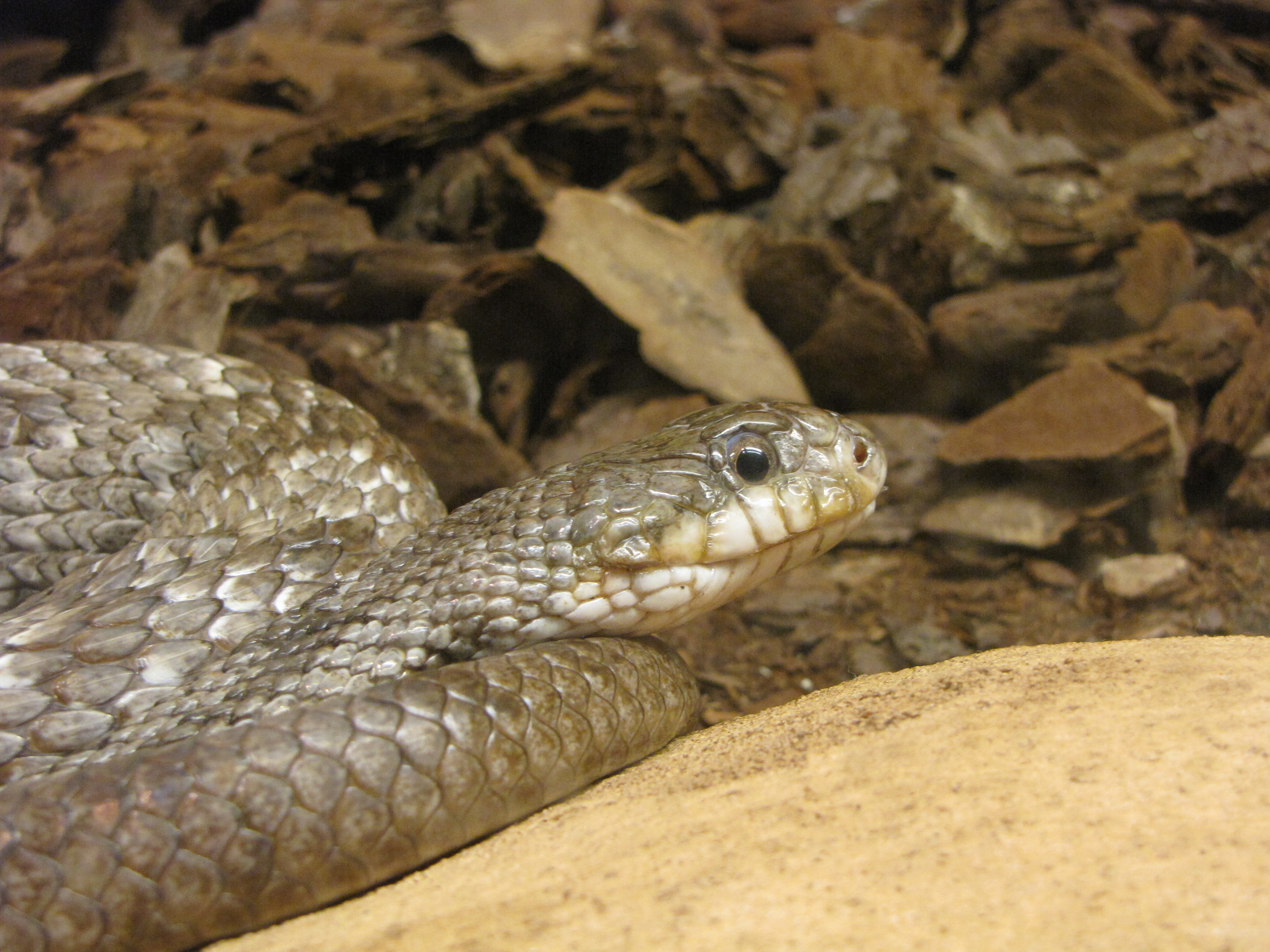
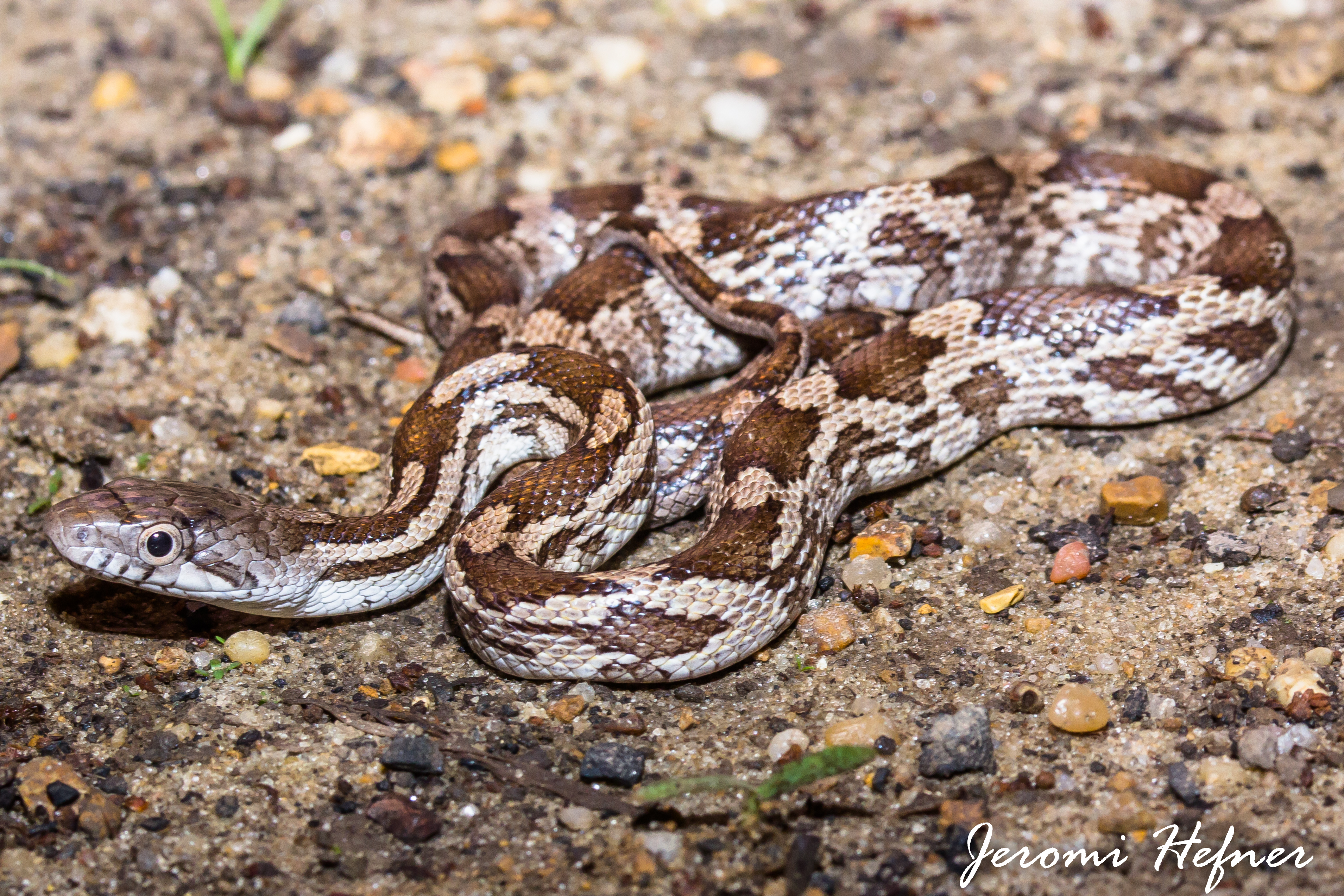